# 长山镇 (荣县)
长山镇，是中华人民共和国四川省自贡市荣县下辖的一个乡镇级行政单位。

## 行政区划
长山镇下辖以下地区：
团结街社区、友爱街社区、平滩村、蟠龙村、得胜村、高松村、伍家嘴村、筒车村、双河村、人民村、青龙村、五通村、正江村、胡家村和石笋村。